# Zarrū Kān
Zarrū Kān (persiska: زرو کان) är en ort i Iran.   Den ligger i provinsen Hormozgan, i den sydöstra delen av landet, 1 000 km sydost om huvudstaden Teheran. Zarrū Kān ligger 954 meter över havet och antalet invånare är 138.
Terrängen runt Zarrū Kān är huvudsakligen kuperad, men västerut är den bergig. Runt Zarrū Kān är det ganska glesbefolkat, med 50 invånare per kvadratkilometer. Närmaste större samhälle är Tal-e Gerdū, 11,6 km väster om Zarrū Kān. Omgivningarna runt Zarrū Kān är i huvudsak ett öppet busklandskap.